# Varanus bogerti
Espèce
Synonymes
- Varanus prasinus bogerti Mertens, 1950

Statut CITES
Varanus bogerti est une espèce de sauriens de la famille des Varanidae.

## Répartition
Cette espèce est endémique de Papouasie-Nouvelle-Guinée. Elle se rencontre dans les îles d'Entrecasteaux et dans les îles Trobriand.

## Étymologie
Cette espèce est nommée en l'honneur de Charles Mitchill Bogert (en).

## Publication originale
- Mertens, 1950 : Notes on some Indo-Australian monitors (Sauria, Varanidae). American Museum Novitates, n. 1456, p. 1-7 (texte intégral).